# Profesionales y amateurs en la Casa Blanca
 ' Profesionales y Amateurs en la Casa Blanca  ' es el decimoséptimo capítulo de la serie dramática El Ala Oeste.

## Argumento
El personal del presidente y de la primera dama están en conflicto. Abigail Bartlet ha comenzado el día iniciando una campaña por su cuenta contra el trabajo infantil, sin consultárselo a su marido. Además, Bernard Dahl, el presidente de la Reserva Federal ha fallecido, y los mercados quieren una sustitución inmediata. Ron Erlichm, su Segundo, es el mejor candidato para sucederle, pero el presidente tiene sus dudas y quiere esperar un día: fue novio de la primera dama. Sam y Toby ponen como excusa a la prensa el respeto por la figura de Dahl.
Josh quiere que Toby asista a una reunión con algunos miembros del Congreso para intentar obtener su voto para una ley de libre comercio. Toby se opone categóricamente a que asistan, puesto que ya tienen votos suficientes y no quiere más compromisos de los que ya tienen.
Mientras Zoey y Charlie tienen una pelea cuando el Servicio Secreto les recomienda no ir juntos a una fiesta. Al final lo arreglarán pasando la noche juntos en la habitación de ella, en la Residencia de la Universidad. Por último, el presidente y su mujer tienen su primera discusión en el despacho oval por el nombramiento del nuevo Director de la Reserva Federal, exnovio de la primera dama y por ir está por su cuenta en la Campaña contra el Trabajo Infantil.

## Curiosidades
- La Escena de la discusión en la Casa Blanca es una de la más memorables de la primera temporada de El Ala Oeste. Por ella, y por otras, Stockard Channing fue nominada a la mejor actriz de reparto en los Premios Emmy.